# Mac OS 9
Mac OS 9 — проприетарная графическая операционная система для компьютеров Макинтош, выпущенная американской компанией Apple в 1999 году. Последняя версия линейки классической Mac OS. Во время представления в Mac OS 9 было объявлено о «50 новых функциях», включая возможность 128-битного шифрования и Sherlock 2.
Mac OS 9 под кодовым именем Sonata изначально предполагалась быть выпущенной как Mac OS 8.7. Многие считают её наиболее функциональной из оригинальных Mac OS. В то время, как Mac OS 9 не включала таких современных функций операционной системы, как защита памяти и вытесняющая многозадачность, последние улучшения включали добавление автоматического движка Software Update и поддержку множества пользователей.

## Функции
Apple представляла Mac OS 9 как «лучшую операционную систему всех времен для работы с интернетом» (с англ. «best Internet operating system ever») и в рекламе делала упор на программу Sherlock 2, привлекая внимание ко встроенному в неё поиску в Интернете.
В дополнение к Sherlock и iTools Mac OS 9 предлагала многие другие усовершенствования по сравнению с Mac OS 8:
- Улучшения панели управления внешним видом.
- Совершенно новая панель управления звуком.
- Обновленная версия AppleScript.
- Keychain, функция, позволяющая пользователям сохранять пароли в защищенных «связках ключей» («keychains»).
- Запись CD в Finder.

С версии Mac OS 9.1:
- Шифрование файлов в Finder.
- Встроенная поддержка создания нескольких пользовательских записей без использования At Ease[англ.].
- Network Browser для просмотра сетей и соединения с другими компьютерами в сети.
- Синтезатор речи и распознавание — PlainTalk[англ.] 2.
- Поддержка файлов размером больше 2 Гб.
- Remote Access Personal Server 3.5, включающий поддержку TCP/IP-клиентов по протоколу PPP.
- Утилита «Software Update[англ.]» для автоматической загрузки обновлений ОС.
- Поддержка томов Unix.
- USB Printer Sharing — поддержка сетевой печати через TCP/IP на некоторых моделях USB-принтеров.
- Поддержка сторонних тем оформления. По умолчанию Mac OS 9 поставлялась с темой «Platinum», аналогичной таковой в Mac OS 8, но пользователь по желанию мог установить темы других разработчиков.

## История версий
| Версия | Дата выпуска          | Изменения | Кодовое имя |
| ------ | --------------------- | --- | ----------- |
| 9.0    | Октябрь 1999          | Изначальный релиз.                                                                                             | Sonata      |
| 9.0.2  | Поставлялась с Маками | Исправление ошибок.                                                                                            | —           |
| 9.0.3  | Поставлялась с Маками | Исправление ошибок.                                                                                            | —           |
| 9.0.4  | Апрель 2000           | Улучшена поддержка USB и FireWire. Исправление ошибок.                                                         | Minuet      |
| 9.1    | Январь 2001           | Возможность записи CD из Finder. Имплементация меню «Window» в Finder. Улучшена стабильность.                  | Fortissimo  |
| 9.2    | Июль 2001             | Прекращение поддержки систем с процессором ниже PowerPC G3. Улучшена скорость и поддержка Classic Environment. | Moonlight   |
| 9.2.1  | Август 2001           | Исправление мелких ошибок.                                                                                     | Limelight   |
| 9.2.2  | Декабрь 2001          | Исправление ошибок, касающихся Classic Environment.                                                            | LU1         |
| Версия | Дата выпуска          | Изменения | Кодовое имя |

## Интересные факты
- Клик по Apple menu с нажатой клавишей ⌥ Option показывает опцию меню About the Finder вместо About This Computer. Нажав на эту опцию, можно открыть окно с фотографией кампуса Apple и списком людей, которые внесли свой вклад в Finder версий 9.0 и ранее.
- В ранних версиях Mac OS 9 использование клавиш Control, ⌥ Option и ⌘ Command при открытии Apple menu позволяло увидеть опцию About The Mac OS 9 Team вместо About This Computer. Это также было возможно в Mac OS 8.5, но было полностью удалено из системных файлов в поздних версиях Mac OS 9.